# Coelaenomenodera gestroi
Coelaenomenodera gestroi là một loài bọ cánh cứng trong họ Chrysomelidae. Loài này được Achard miêu tả khoa học năm 1915.